# 262-я стрелковая дивизия
262-я стрелковая Демидовско-Хинганская Краснознамённая ордена Суворова дивизия — войсковое соединение Вооружённых Сил СССР, принимавшее участие во Второй мировой войне.

## История
Дивизия сформирована в период с 9 июля по 20 июля 1941 года во Владимире по Приказу Ставки Главнокомандования от 29 июня 1941 года за № 00100 «О формировании стрелковых и механизированных дивизий из личного состава войск НКВД».
В действующей армии во время ВОВ с 30 июля 1941 по 19 июля 1942, с 30 сентября 1942 по 1 мая 1945 и с 9 августа 1945 по 3 сентября 1945 года.
С 21 июля 1941 года переброшена в Дорохово, где в конце июля 1941 года в расположении дивизии была принята последняя радиограмма из Брестской крепости
В начале августа 1941 года поступила в распоряжение 34-й армии, с 12 августа 1941 года введена в бой в ходе контрудара под Старой Руссой, наступает от реки Полисть южнее Старой Руссы. Дивизия, как и практически все соединения 34-й армии попала в окружение, в течение сентября 1941 года отходила к Демянску и восточнее него. За время операции практически была разгромлена: потери дивизии убитыми и ранеными составилии около 4000 человек, пропавшими без вести 1500 человек.. На линии фронта северо-восточнее Демянска последний раз подтверждалась 13 октября 1941 года
1 декабря 1941 года пополненная дивизия в составе 31-й армии, имея в составе около 9000 человек, начала погрузку в эшелоны в Валдае. Будучи выгружается в Лихославле, базируется в районе Лукино — Савватьево восточнее Калинина в резерве армии.
7 декабря 1941 года дивизия была введена в бой из резерва, при поддержке роты танков 143-го танкового батальона в ночном бою атаковала Эммаус (86-я пехотная дивизия) и закрепилась в нём, затем продолжила наступление, овладев Прибытково и Ошурково и на конец дня вела бой за Коленовку и Мятлево. 8 декабря 1941 года была усилена 16-й отдельной миномётной батареей М-13 и 39-м отдельным гвардейским миномётным дивизионом М-8. Продолжив наступление, 13—14 декабря 1941 года ведёт особо напряжённые бои в районах населённых пунктов Федосово, Кузьминское, Бакшеево и Старый Погост, к концу дня 14 декабря, отразив до шести контратак противника, овладела этими пунктами,15 декабря взяла Поминово и Осекино. Затем дивизия наступает в направлении Ржева, на 21—22 декабря 1941 года ведёт бои за район Быково, Пономарьково, Вахново при поддержке 75-го гвардейского пушечного артиллерийского полка, двух дивизионов 510-го гаубичного полка, дивизиона 429-го гаубичного полка, на 30 декабря 1941 года дивизия занимает рубеж в районе Сидорово несколько юго-восточнее Нестерово, наступает в направлении южнее Старицы после чего изменила направление наступления и начала двигаться в южном направлении на Зубцов, к началу января 1941 года с боями выйдя на рубеж Ступино, Добрынино северо-восточнее Зубцова, после чего была передана в состав 39-й армии. На 1 января 1942 года в дивизии насчитывалось 4549 человек личного состава.
Дивизия вошла в прорыв армии западнее Ржева, на 15 января 1942 года дивизия ведёт бой в районе Осуги, к 27 января 1942 года дивизия вышла в район Холминка, где заняла оборону в составе на 1 февраля 1942 года в 2946 человек. Была отрезана, как и практически вся 39-я армия от основных сил. В феврале 1942 года дивизия ведёт боевые действия в районе Холм-Жирковского. В апреле 1942 года вела бои в районах деревень Корытце, Полуденное Оленинского района, Верховцы, Дворково, Еленка, Зуи, Зуйка, Коровка, Котовка, Макарово, Матюки, Мироновка, Новые Зуи, Ржевского района Смоленской области, Пушкино, Посвисталки, в мае 1942 года в районе деревень Матюки Ржевского района, Разбойня, Остроухи Оленинского района, в июне 1942 года дислоцировалась в населённом пункте Льнозавод Оленинского района. Выходит из окружения с 10 июня 1942 года (на тот момент в дивизии насчитывалось 3980 человек). 4 июля 1942 года дивизия с боями отошла в район Егорье, где оказалась окружённой противником, прикрывая отход армии. Разрозненно, выходит из окружения с первой декады июля 1942 года по 22 июля 1942 года, когда в район Ивановка — Крапивня вышли последние бойцы, по-видимому, со штабом дивизии. В ходе прорыва дивизия потеряла 2185 человек пропавшими без вести, таким образом в дивизии насчитывалось несколько более полутора тысяч человек.
В августе 1942 года дивизия восстановлена в Высоковске, Клину, затем обучается и доукопмлектовывается в сентябре 1942 года в Волоколамске.
После восстановления с октября 1942 года по март 1943 года вела бои у Белого в районе деревень Чёрный Ручей, Околицы, Гарь-Хлиповка, Красногородка. 25 ноября 1942 года дивизия переходит в наступление в районе Демяхи, имея в составе около 7000 солдат и офицеров. За два дня боёв прорвала оборону противника на фронте 1—1,5 км, но и сама была почти уничтожена, вновь восстанавливалась в резерве фронта. Тем не менее, если посмотреть списки потерь дивизии с 26 ноября по 7 декабря, то получается убито, умерло и пропало без вести 208 человек. Потери за 25 ноября там тоже есть. Согласно документов с сайта «Подвиг народа», потери за время боев в период 25.11 по 22.12.1942 года, части потеряли личного состава 940 стрелковый полк 54 %, 950 стрелковый полк 58 %, Учебный батальон 52 %, Лыжный батальон 60 %.
В марте 1943 года преследует выводимые из ржевского выступа немецкие войска в направлении Духовщины и в конце марта 1943 года была передана в 43-ю армию
Прибыла 3 мая 1943 года под Демидов. В ночь на 10 мая 1943 года на участке обороны между озером Баклановское — озером Рытое на подступах к Демидову сменила части 9-й гвардейской стрелковой дивизии с задачей прочно удерживать полосу обороны, не допустить прорыва мехпехоты и танков противника в северном и северо-восточном направлениях, и вплоть до 16 сентября 1943 года занимает там позиционную оборону. С 16 сентября 1943 года двигается в резерве армии за 306-й стрелковой дивизией по маршруту: Зароевка, хутор Хохонское, хутор Горохово, Беденки, Гоноусово. 18 сентября 1943 года вступила в бой на рубеже Зальнево, Корево, Мазуровка, овладела хутором Воробьи, уничтожив при этом до двух рот противника и взяв трофеи. 19—20 сентября 1943 года, продолжая бои, продвинулась на 18—20 километров, заняв 20 населённых пунктов и подошла вплотную к Демидову с северо-востока и востока. 21 сентября 1943 года штурмует город и к концу дня занимает его восточную часть по рекам Каспля и Гобза..
После освобождения Демидова продолжила наступление, до начала октября 1943 года ведёт тяжелейшие бои в Руднянском районе (деревни Зятевка, Хожан, Зубаки, Сапцы), вышла к границе Белоруссии.
C 5 ноября 1943 года находясь на левом фланге армии, участвует в наступлении, в составе корпуса наносит отвлекающий удар по немецким войскам в районе Войтово-Ерёмино на Вороны с задачей в случае успеха наступать на Витебск с востока, с конца 1943 года по март 1944 года ведёт тяжёлые бои, пытаясь продвинуться к Витебску, затем до лета 1944 года держит оборону. 21—22 марта 1944 года сменила части 134-й стрелковой дивизии в районе Бояры, Новый двор, Залюпино, на 3 апреля 1944 года находится в 11 километрах восточнее Витебска.
21 июня 1944 года ведёт бой у деревни Шапуры Витебского района, наступает в Витебско-Оршанской операции, принимает участие в освобождении Витебска. На 1 июля 1944 года находится в районе Рафалово — Барсучино. К 5 июля 1944 года сосредоточивается в районе Петровичей, к 7 июля 1944 года переброшена в район Поставы. Введена в бой в ходе Каунасской операции, западнее Постав, наступает на Швенчёнеляй, принимает участие в освобождении Укмерге 24 июля 1944 года, Кедайняй и вышла в район Расейняй, где уткнулась в мощную оборону противника. 14 августа 1944 года противник нанёс удар, в результате которого были окружены в Расейняе части 158-й стрелковой дивизии и 28-й гвардейской танковой бригады. Введена в бой с целью деблокады окружённых войск, в конечном итоге внеся свой вклад в выход из окружения, затем обороняется восточнее Расейняй до октября 1944 года.
С 9 октября 1944 года дивизия, принимая участие в армейской, Таурагской наступательной операции, двумя полками начала штурм хорошо укреплённого опорного пункта в городе Юрбург, оборудованного обводным каналом, дотами, бронированными колпаками. Используя обходной манёвр, части дивизии вышли в тыл группировке врага и в ночном бою 9 октября 1944 освободили город. 940-й стрелковый полк наступал западнее города и освободил в тот же день Смалининкай. В Юрбаркасе и под городом только похороненными дивизия недосчиталась 541 воина.
Одновременно, ещё до завершения боёв в городе, дивизия при поддержке 139-й пушечной бригады форсирует Неман и захватывает на нём плацдарм, после чего ведёт тяжёлые бои за удержание и расширение плацдарма, таким образом вошла на территорию Восточную Пруссии и заняла первый немецкий пункт — Аугстогаллен, став таким образом первым соединением советских войск, вступившим на территорию Германии
По переправам, наведённым на плацдарм, затем переправилась вся 39-я армия.
С 17 октября 1944 года вновь переходит в наступление, форсирует реку Шешупе, прорывая укреплённые позиции. Войска 3-го Белорусского фронта продвинулись по на 30 километров в глубину Восточной Пруссии в полосе по фронту в 140 километров, но мощным контрударом дивизия в составе фронта была отброшена на исходные и даже дальше. При этом 23 октября 1944 года в честь войск фронта уже был произведён салют. С 27 октября 1944 года дивизия обороняется приблизительно по государственной границе южнее Юрбаркаса.
Вновь переходит в наступление 13 января 1945 года в ходе Восточно-Прусской операции, наступает в общем направлении на Тильзит вместе (с 18 января) c 1-м танковым корпусом). 20 января 1945 года Тильзит был освобождён силами 43-й армии, и дивизия, не дойдя до Тильзита, повернула на юго-запад, к 26 января 1945 года, преодолев мощный оборонительный рубеж на реке Дейме вышла на подступы к Кёнигсбергу, и 27 января 1945 года завязала бои на ближних подступах к городу, но никакого успеха не имела. В связи с этим дивизи была направлена на обход Кёнигсберга с северо-запада и его окружение с задачей перерезать железную дорогу Кёнигсберг — Пиллау, форсировать водный канал, проходящий вдоль залива Фришесс-Хафф.
В феврале 1945 года штурмом берёт Метгеттен — пригород Кёнигсберга, окружив город, с 19 февраля 1945 года отбивает наступление противника направленное на соединение с Пиллау, развивающееся в общем направлении на Зеераппен. Оказалась в месте главного удара немецких войск в составе 5-й танковой (более 70 танков), 561-й и 548-й пехотных дивизий и приданных подразделений в районе Метгетена. При поддержке 139-й пушечной бригады и 1-й истребительно-противотанковой бригады ведёт тяжелейшие бои, неся очень большие потери, под давлением противника оставила свои позиции в пригороде, с 21 февраля 1945 года занимает рубеж в районе Шудиттен, Повайен.
С 6 апреля 1945 года дивизия штурмует Кёнигсберг с юго-запада, 9 апреля 1945 город был взят, и дивизия с 13 апреля 1945 года перешла в наступление в ходе Земландской операции, с боями вышла к Фишхаузену и 17 апреля частью сил участвовала во взятии города, после чего закончила боевой путь на западе.
В июне 1945 года переброшена в Монголии, в Улан-Батор. Прошла маршем пустыню Гоби, преодолела горный массив Большой Хинган и с боями вышла в Маньчжурскую долину. Первый бой в ходе кампании ведёт за станцию Болтай, затем освобождает город Танань, прошла Мукден и Харбин, в конце пути выйдя к Порт-Артур, преодолев более 2000 километров.
Дивизия расформирована в сентябре 1946 года в городе Порт-Артур.

## Состав
- 940-й стрелковый полк
- 945-й стрелковый полк
- 950-й стрелковый полк
- 788-й артиллерийский полк
- 429-й гаубичный артиллерийский полк (до 30.09.1941)
- 514-й отдельный самоходно-артиллерийский дивизион (с 09.08.1945)
- 665-я артиллерийская бригада (с 09.08.1945) [8]
- 315-й отдельный истребительно-противотанковый дивизион
- 337-я отдельная разведывательная рота
- 428-й отдельный сапёрный батальон
- 684-й отдельный батальон связи (383-я отдельная рота связи)
- 323-й отдельный медико-санитарный батальон
- 301-я отдельная рота химической защиты
- 69-я отдельная авторота подвоза (501-й автотранспортный батальон)
- 315-я полевая хлебопекарня
- 518-й дивизионный ветеринарный лазарет
- 919-я полевая почтовая станция
- 385-я полевая касса Государственного банка

## Подчинение
| Дата            | Фронт (округ)            | Армия      | Корпус                            | Примечания                                |
| --------------- | ------------------------ | ---------- | --------------------------------- | ----------------------------------------- |
| 10.07.1941 года | Московский военный округ | -          | -                                 | формируется                               |
| 01.08.1941 года | Резервный фронт          | 34-я армия | -                                 | -                                         |
| 01.09.1941 года | Северо-Западный фронт    | 34-я армия | -                                 | -                                         |
| 01.10.1941 года | Северо-Западный фронт    | 34-я армия | -                                 | -                                         |
| 01.11.1941 года | Северо-Западный фронт    | -          | -                                 | -                                         |
| 01.12.1941 года | Калининский фронт        | 31-я армия | -                                 | -                                         |
| 01.01.1942 года | Калининский фронт        | 31-я армия | -                                 | -                                         |
| 01.02.1942 года | Калининский фронт        | 39-я армия | -                                 | -                                         |
| 01.03.1942 года | Калининский фронт        | 39-я армия | -                                 | -                                         |
| 01.04.1942 года | Калининский фронт        | 39-я армия | -                                 | -                                         |
| 01.05.1942 года | Калининский фронт        | 39-я армия | -                                 | -                                         |
| 01.06.1942 года | Калининский фронт        | 39-я армия | -                                 | -                                         |
| 01.07.1942 года | Калининский фронт        | 39-я армия | -                                 | -                                         |
| 01.08.1942 года | Московский военный округ | -          | -                                 | -                                         |
| 01.09.1942 года | Резерв Ставки ВГК        | 43-я армия | -                                 | -                                         |
| 01.10.1942 года | Калининский фронт        | 43-я армия | -                                 | -                                         |
| 01.11.1942 года | Калининский фронт        | 41-я армия | -                                 | -                                         |
| 01.12.1942 года | Калининский фронт        | 41-я армия | -                                 | -                                         |
| 01.01.1943 года | Калининский фронт        | 41-я армия | -                                 | -                                         |
| 01.02.1943 года | Калининский фронт        | 41-я армия | -                                 | -                                         |
| 01.03.1943 года | Калининский фронт        | 41-я армия | -                                 | -                                         |
| 01.04.1943 года | Калининский фронт        | 43-я армия | -                                 | -                                         |
| 01.05.1943 года | Калининский фронт        | 43-я армия | -                                 | -                                         |
| 01.06.1943 года | Калининский фронт        | 43-я армия | -                                 | -                                         |
| 01.07.1943 года | Калининский фронт        | 43-я армия | -                                 | -                                         |
| 01.08.1943 года | Калининский фронт        | 43-я армия | -                                 | -                                         |
| 01.09.1943 года | Калининский фронт        | 43-я армия | -                                 | -                                         |
| 01.10.1943 года | Калининский фронт        | 43-я армия | 1-й стрелковый корпус             | -                                         |
| 01.11.1943 года | 1-й Прибалтийский фронт  | 43-я армия | 1-й стрелковый корпус             | -                                         |
| 01.12.1943 года | 1-й Прибалтийский фронт  | 43-я армия | 91-й стрелковый корпус            | -                                         |
| 01.01.1944 года | 1-й Прибалтийский фронт  | 39-я армия | 84-й стрелковый корпус            | -                                         |
| 01.02.1944 года | Западный фронт           | 39-я армия | 84-й стрелковый корпус            | -                                         |
| 01.03.1944 года | Западный фронт           | 39-я армия | 84-й стрелковый корпус            | -                                         |
| 01.04.1944 года | Западный фронт           | 39-я армия | 84-й стрелковый корпус            | -                                         |
| 01.05.1944 года | 3-й Белорусский фронт    | 39-я армия | 84-й стрелковый корпус            | -                                         |
| 01.06.1944 года | 3-й Белорусский фронт    | 39-я армия | 84-й стрелковый корпус            | -                                         |
| 01.07.1944 года | 3-й Белорусский фронт    | 39-я армия | 84-й стрелковый корпус            | с 3 по 15 июля 1-й Прибалтийский фронт    |
| 01.08.1944 года | 3-й Белорусский фронт    | 39-я армия | 84-й стрелковый корпус            | -                                         |
| 01.09.1944 года | 3-й Белорусский фронт    | 39-я армия | 5-й гвардейский стрелковый корпус | -                                         |
| 01.10.1944 года | 3-й Белорусский фронт    | 39-я армия | 113-й стрелковый корпус           | -                                         |
| 01.11.1944 года | 3-й Белорусский фронт    | 39-я армия | 113-й стрелковый корпус           | -                                         |
| 01.12.1944 года | 3-й Белорусский фронт    | 39-я армия | 113-й стрелковый корпус           | -                                         |
| 01.01.1945 года | 3-й Белорусский фронт    | 39-я армия | 113-й стрелковый корпус           | -                                         |
| 01.02.1945 года | 3-й Белорусский фронт    | 39-я армия | 113-й стрелковый корпус           | с 6 по 25 февраля 1-й Прибалтийский фронт |
| 01.03.1945 года | 3-й Белорусский фронт    | 39-я армия | 113-й стрелковый корпус           | -                                         |
| 01.04.1945 года | 3-й Белорусский фронт    | 39-я армия | 113-й стрелковый корпус           | -                                         |
| 01.05.1945 года | Резерв Ставки ВГК        | 39-я армия | 113-й стрелковый корпус           | -                                         |
| 01.06.1945 года | Резерв Ставки ВГК        | 39-я армия | 113-й стрелковый корпус           | -                                         |
| 01.07.1945 года | Забайкальский фронт      | 39-я армия | 113-й стрелковый корпус           | -                                         |
| 01.08.1945 года | Забайкальский фронт      | 39-я армия | 113-й стрелковый корпус           | -                                         |
| 09.08.1945 года | Забайкальский фронт      | 39-я армия | 113-й стрелковый корпус           | -                                         |
| 03.09.1945 года | Забайкальский фронт      | 39-я армия | 113-й стрелковый корпус           | -                                         |

## Командиры дивизии
- Клешнин, Михаил Никитич, генерал-майор
- Терещенко, Матвей Семёнович (19.09.1941 — 21.12.1941), полковник, погиб
- Горбачёв, Владимир Константинович (22.12.1941 — 25.06.1943), полковник, с 21.05.1942 генерал-майор
- Усачёв, Захарий Никитович (26.06.1943 — ??.09.1946), генерал-майор.

## Награды и наименования
| Награда (наименование)              | Дата                                                                 | За что награждена |
| ----------------------------------- | -------------------------------------------------------------------- | --- |
| Почётное наименование «Демидовская» | Приказ Верховного Главнокомандующего № 21 от 22 сентября 1943 года   | В ознаменование достигнутых успехов и отличие в боях за освобождение Демидова. |
| Орден Красного Знамени              | Указ Президиума Верховного Совета СССР от 2 июля 1944 года           | За образцовое выполнение заданий командования в боях по прорыву обороны Витебского укреплённого района немцев южнее города Витебска и на Оршанском направлении севернее реки Днепра, а также за овладение городом Витебск, проявленные при этом доблесть и мужество. |
| Орден Суворова II степени           | Указ Президиума Верховного Совета СССР от 12 августа 1944 года       | За образцовое выполнение заданий командования в боях с немецкими захватчиками, за овладение городом Каунас (Ковно) и проявленные при этом доблесть и мужество. |
| Почётное наименование «Хинганская»  | Приказ Верховного Главнокомандующего № 0162 от 20 сентября 1945 года | За отличие в боях против японских войск на Дальнем Востоке при форсировании горного хребта Большой Хинган. |

Награды частей дивизии:
- 940-й стрелковый ордена Кутузова[11] полк
- 945-й стрелковый Краснознамённый[12] полк
- 950-й стрелковый ордена Суворова[11] полк
- 788-й артиллерийский ордена Александра Невского[11] полк
- 315-й отдельный истребительно-противотанковый ордена Александра Невского[13] дивизион

## Отличившиеся воины дивизии
| Награда | Ф. И. О.                       | Должность                                                    | Звание            | Дата награждения | Примечания                  |
| ------- | ------------------------------ | ------------------------------------------------------------ | ----------------- | ---------------- | --------------------------- |
|         | Вакарин, Изот Антонович        | Командир роты 940-го стрелкового полка                       | старший лейтенант | 04.06.1944       | умер от ран 21.09.1945      |
|         | Жиронкин, Александр Трофимович | Автоматчик отдельной учебной роты                            | красноармеец      | 24.03.1945       | погиб 10.04.1945            |
|         | Красовский, Пётр Ильич         | Сапёр 428-го сапёрного батальона                             | красноармеец      | 29.06.1945       |                             |
|         | Малаев, Павел Яковлевич        | Командир взвода пешей разведки 950-го стрелкового полка      | старший сержант   | 19.04.1945       |                             |
|         | Моисеенко, Григорий Яковлевич  | Комиссар 2-го стрелкового батальона 940-го стрелкового полка | политрук          | 05.05.1942       | посмертно, погиб 26.02.1942 |
|         | Матюшев, Алексей Дмитриевич    | начальник штаба 940-го стрелкового полка                     | майор             | 04.06.1944       | посмертно, погиб 19.09.1943 |
|         | Потёмкин, Геннадий Фёдорович   | Командир 3-го стрелкового батальона 940-го стрелкового полка | капитан           | 04.06.1944       | посмертно, погиб 18.10.1943 |
|         | Сергеев, Сергей Ефимович       | Командир роты 945-го стрелкового полка                       | старший лейтенант | 24.03.1945       | посмертно, погиб 09.10.1944 |
|         | Толстиков, Василий Васильевич  | заместитель командира батальона 945-го стрелкового полка     | старший лейтенант | 24.03.1945       |                             |
|         | Томский, Алексей Арсентьевич   | Командир взвода роты автоматчиков 950-го стрелкового полка   | лейтенант         | 24.03.1945       | посмертно, погиб в 1944     |
|         | Фролов, Илья Антонович         | Командир роты 945-го стрелкового полка                       | старший лейтенант | 24.03.1945       | посмертно, погиб 09.10.1944 |
|         | Шистеров, Пётр Васильевич      | Стрелок 940-го стрелкового полка                             | красноармеец      | 24.03.1945       | посмертно, погиб 21.06.1944 |

## Память
- Музей боевой славы дивизии в Мелеховской школе № 1 Ковровский район|Ковровского района
- Музей боевой славы дивизии в Центр образования № 1446 г. Москвы (ул. Костромская, д. 14в; ст.м. Бибирево)
- Стела в том числе и воинам дивизии в Демидове
- Обелиск воинам дивизии в Бельском районе на границе Тверской и Смоленской областей